# Andreas Lindh
Andreas Lindh, född 22 maj 1978 i Västerås, är en svensk före detta ishockeyspelare som spelat för bland annat Västerås, Södertälje SK och Hammarby Hockey.
Andreas Lindh spelade i VIK Västerås HK sedan säsongen 2003/04, han har även spelat för Sweden U18 & Sweden U20. Han avslutade hockeyn med en säsong i division 3-laget Hallstahammars HK, 2014/15.